# Nabój 5,56 × 45 mm
5,56 × 45 mm – nabój pośredni, jedna z jego wersji jest standardowym nabojem pośrednim NATO.

## Historia

### 5,56 × 45 mm M193
Po II wojnie światowej w kilku państwach rozpoczęto prace nad amunicją pośrednią. Z krajów NATO najbardziej zaawansowane były prace w Wielkiej Brytanii, gdzie do uzbrojenia wprowadzono nabój .280 Mk1Z. Pod wpływem USA na początku lat 50. standardowym nabojem NATO został 7,62 × 51 mm NATO. Był to typowy nabój karabinowy. W tym samym czasie w USA prowadzono prace nad eksperymentalną bronią strzelającą amunicją strzałkową (SPIW) i wielopociskową (SSB).
W 1957 roku opracowano w USA w oparciu o nabój cywilny .222 Remington Magnum nabój oznaczony .223 Remington (5,56 x 45 mm). Do strzelania nowym nabojem Eugene Stoner opracował nowy karabin Armalite AR-15. W 1962 roku karabiny AR-15 zostały zakupione przez US Air Force, a później także przez US Army. Nowy karabin został standaryzowany jako M16, a amunicja jako M193 (nabój z pociskiem zwykłym). Zarówno nabój, jak i karabin traktowano jako rozwiązanie tymczasowe, do momentu wprowadzenia do uzbrojenia karabinu opracowanego w ramach projektu SPIW. Niepowodzenie programu SPIW spowodowało jednak że nowy karabin i amunicja M193 zdobywała coraz silniejszą pozycję w systemie uzbrojenia amerykańskiej armii. Z czasem nowa amunicja została przyjęta do uzbrojenia poza USA (np. we Francji), pojawiło się także wiele nowych wzorów broni strzelających nabojem 5,56 x 45 mm.

### 5,56 × 45 mm NATO (SS109)
Produkcję amunicji 5,56 mm uruchomiono także w belgijskich zakładach FN. Początkowo produkowały one naboje SS92 identyczne z M193, ale po kilku latach rozpoczęto prace nad modernizacją naboju. Ich efektem był nabój SS109 wyposażony w nowy, dłuższy pocisk. Nowy pocisk wymagał lufy o większym skoku (1:7 cali, w porównaniu do 1:12 cali dla pocisku M193), ale w zamian oferował znacznie lepsze osiągi balistyczne. Na początku lat 80 XX w. amunicja 5,56 × 45 mm z pociskiem SS109 stała się standardową amunicją pośrednią NATO. W USA jako pierwszy do uzbrojenia przyjął ją w 1982 roku US Marine Corps jako M855.
Od 1997 roku nabój 5,56 mm NATO znajduje się na uzbrojeniu Sił Zbrojnych Rzeczypospolitej Polskiej, zastępując jako amunicja podstawowa dotychczasowy nabój 7,62 × 39 mm wz. 43.

## Wymiary naboju
Wymiary naboju 5,56 × 45 mm, wszystkie wymiary podane są w milimetrach.

## Wersje

### 5,56 × 45 mm M193
- USA
  - M193 – pocisk zwykły (masa pocisku 3,56 g, prędkość początkowa 1005 m/s)
  - M196 – pocisk smugowy (masa pocisku 3,43 g)
  - XM777 – pocisk zwykły (masa pocisku 3,46 g). Pocisk eksperymentalny, nieprzyjęty do uzbrojenia.
  - XM778 – pocisk smugowy (masa pocisku 3,46 g). Zasięg smugacza do 725 m. Pocisk eksperymentalny, nieprzyjęty do uzbrojenia.
- Belgia
  - SS92 – pocisk zwykły (masa pocisku 3,56 g, prędkość początkowa 1005 m/s)
  - L95 – pocisk smugowy (masa pocisku 3,3 g)
- Portugalia
  - E1 – pocisk zwykły (masa pocisku 3,55 g, prędkość początkowa 990 m/s)
  - E2 – pocisk smugowy (masa pocisku 3,35 g, prędkość początkowa 875 m/s)
- Francja
  - O – pocisk zwykły (masa pocisku 3,56 g, prędkość początkowa 850 m/s)
  - T – pocisk smugowy (masa pocisku 3,36 g, prędkość początkowa 850 m/s)
- Austria
  - pocisk zwykły (masa pocisku 3,6 g, prędkość początkowa 980 m/s)

### 5,56 × 45 mm NATO
- SS109 (M855) – pocisk zwykły (masa pocisku 4,0 g, prędkość początkowa 948 m/s)
- P112 – pocisk przeciwpancerny (masa pocisku 4,0 g, prędkość początkowa 922 m/s)
- L110 (M856) – pocisk smugowy (masa pocisku 4,14 g, prędkość początkowa 860 m/s)